# Wieniotowo
Wieniotowo (deutsch Wendhagen) ist ein Dorf in der Woiwodschaft Westpommern in Polen. Es gehört zu der Gmina Ustronie Morskie (Landgemeinde Henkenhagen) im Powiat Kołobrzeski (Kolberger Kreis). 

## Geographische Lage
Das Dorf liegt in Hinterpommern, etwa 120 Kilometer nordöstlich von Stettin und etwa 15 Kilometer östlich von Kołobrzeg (Kolberg). 
Die Ostseeküste liegt, hinter hohen Dünen, nördlich des Dorfes. Die nächsten Nachbarorte sind im Westen das Ostseebad Ustronie Morskie (Henkenhagen) und im Osten Łasin Koszaliński (Lassehne). Etwa zwei Kilometer südlich laufen in West-Ost-Richtung die Bahnstrecke Köslin–Kolberg und die Landesstraße 11, deren Verlauf hier der ehemaligen Reichsstraße 160 entspricht.

## Geschichte
Wendhagen bildete lange Zeit ein Zubehör des benachbarten Gutes Lassehne. Als solches war es ein altes Lehen der adligen Familie Kameke, bis es im 17. Jahrhundert zusammen mit Lassehne durch den Generalmajor Bogislaw von Schwerin gekauft wurde. Auch die weitere Besitzgeschichte Wendhagens entspricht der von Lassehne.
In Ludwig Wilhelm Brüggemanns Ausführlicher Beschreibung des gegenwärtigen Zustandes des Königlich-Preußischen Herzogtums Vor- und Hinterpommern (1784) ist Wendhagen unter den adligen Gütern des Fürstentums Cammin genannt. Damals war Wendhagen ein kleines Bauerndorf: Es gab hier vier Bauernstellen, zwei Halbbauernstellen und zwei Kossäten, insgesamt 10 Haushaltungen („Feuerstellen“). Lassehne gehörte damals dem Generalmajor Heinrich Adrian von Borcke.
Bis zur Mitte des 19. Jahrhunderts änderte sich dann der Charakter des Ortes, aus dem Bauerndorf war ein Gutsdorf geworden. Um 1865 waren die Bauern- und Kossätenstellen verschwunden. Es bestanden ein Rittergut und ein Vorwerk namens Neu-Wendhagen. Die knapp 100 Einwohner bestanden aus dem Gutspächter und den Tagelöhnern des Gutes. Wendhagen bildete damals eine eigene Gemeinde, war aber wirtschaftlich ein Teil des Gutsbetriebes in Lassehne.
Später wurde Wendhagen nach Lassehne eingemeindet. Vor 1945 bildete Wendhagen einen Wohnplatz in der Landgemeinde Lassehne im Kreis Köslin der preußischen Provinz Pommern.
1945 kam Wendhagen, wie ganz Hinterpommern, an Polen. Die Dorfbevölkerung wurde vertrieben. Der Ort erhielt den polnischen Ortsnamen Wieniotowo.

## Persönlichkeiten: Söhne und Töchter des Ortes
- Anna Brentano-Bauck (1853–?), deutsche Schriftstellerin